# Primeiro single
Primeiro single, também conhecido como Lead single é o primeiro single (ou faixa de trabalho) a ser lançado de um álbum de estúdio, por um músico ou banda, geralmente antes do álbum em si ser lançado.

## Os primeiros singles

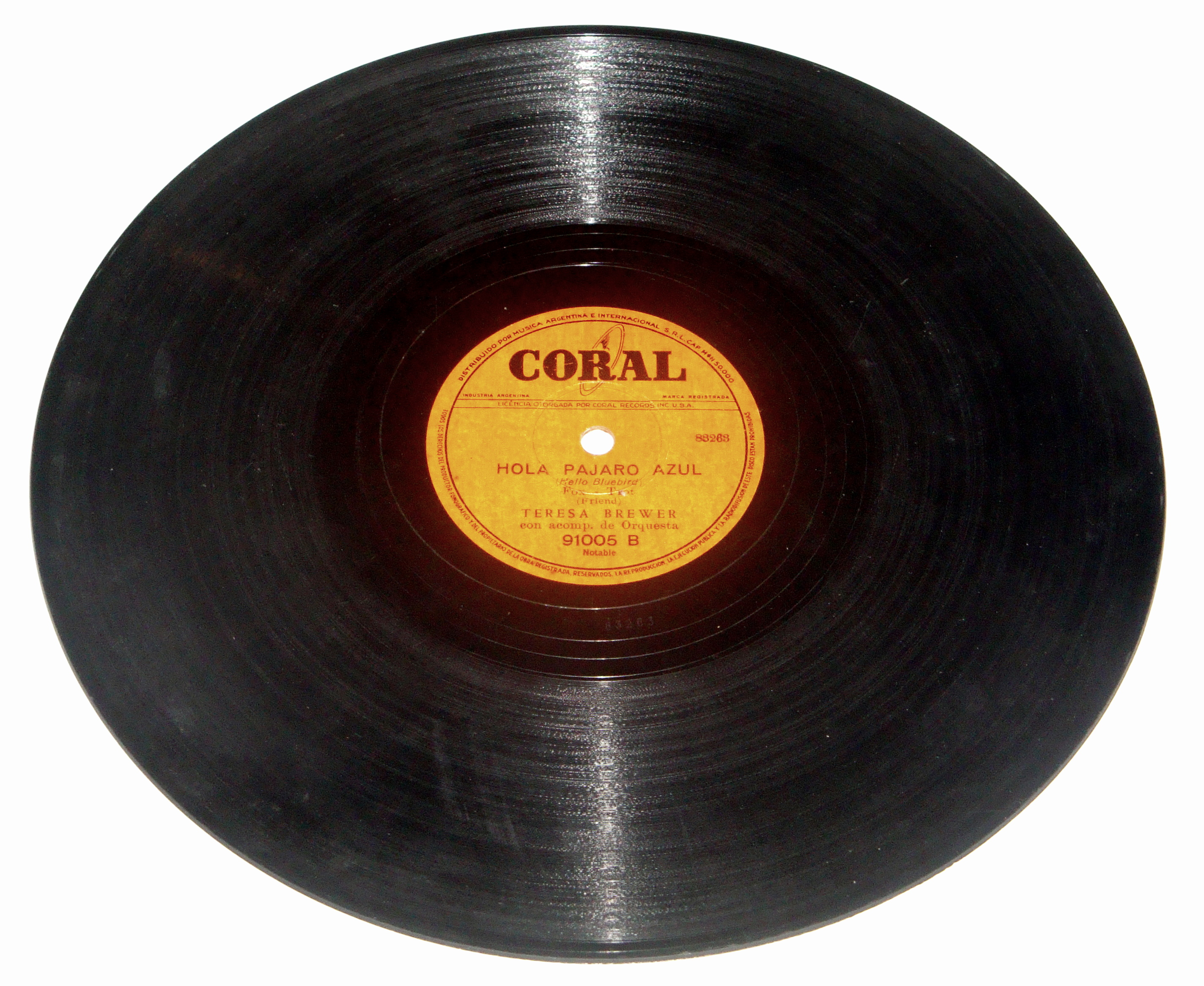
Disco de 78 RPM.

Durante a era das gravações em discos (78 rpm e vinil), toda a música chegava ao mercado como o que é hoje chamado de um single. O single seria aquele potencial hit musical (música que faria sucesso) acompanhado de um canção de menor apelo comercial do outro lado do comum disco de 78 rpm shellac de 10 polegadas. Após o lançamento do disco de vinil — ou como é popularmente conhecido, o LP (Long-Play) — no ano de 1948 e a chegada do disco de 45 rpm (comumente chamado de single) no ano seguinte, os singles continuaram a ser lançados separadamente dos álbuns, adentrando os anos 60. Por exemplo, o mercado do rock and roll dos anos 50 e começo dos anos 60 era muito mais focado em lançar singles do que álbuns de estúdio completos. Músicas como "Heartbreak Hotel", "Johnny B. Goode", e "Tutti Frutti" apareceram mais tarde apenas em álbuns de compilações de singles, ou álbuns de grandes sucessos. Até mesmo durante os anos 60, artistas famosos de rock como os Beatles, The Beach Boys, Bob Dylan e The Rolling Stones fizeram famosas canções como  "Strawberry Fields Forever", "Penny Lane," "Good Vibrations", "Positively 4th Street", e "Honky Tonk Women" como singles separados de qualquer álbum.

## A mudança para osingle de álbum
Isso tudo mudou nos anos 70, quando mudanças na indústria da música pop levaram o álbum ao centro maior de lucro. Singles tornaram-se anúncios para o lançamento de um álbum, sendo agora definidos como um "gostinho" do que viria a seguir. No geral, um lead single é lançado cerca de um mês antes do lançamento do álbum em si. "Go Your Own Way" do Rumours, "Miss You" do Some Girls, and "The Girl Is Mine" from Thriller todos seguem fielmente esse padrão. Essa prática acabou se tornando comum ao longo do século XXI para artistas voltados ao lançamento de álbuns.

## Promoção
Lead singles são sempre um fator decisivo para os consumidores, fazendo os decidir se comprarão ou não um álbum ainda não lançado. Sendo assim, a escolha de qual faixa do álbum será promovida como lead single pode ser crucial para o sucesso comercial de um álbum. A resposta básica aos executivos de uma gravado quando se é apresentado um álbum de potencial comercial dúbio, é "Não consigo ouvir o single". Ou seja, não ouve-se similaridades entre o que foi apresentado anteriormente como anúncio e o que realmente está presente no álbum).

## Promo singlese mais do que um lead single em um álbum

Capa do lead single homônimo do segundo álbum de estúdio da artista norte-americana Lady Gaga, Born This Way.

Nos anos 2000, desenvolveu-se a moda de lançar o primeiro single meses antes da data de lançamento do álbum. Tornou-se igualmente comum para o "segundo" lead single (geralmente apenas chamado de segundo single) ser lançado antes do lançamento do álbum em si. Por exemplo, Usher promoveu e lançou o seu lead single "Love in this Club" quatro meses antes do seu álbum Here I Stand, no dia 29 de maio de 2008. No caso, por exemplo, da artista americana Lady Gaga, em 2011, houve o lançamento do lead single "Born This Way" para o seu segundo álbum de estúdio Born This Way em fevereiro, seguido de dois singles consecutivos, "Judas" e "The Edge of Glory" nos respectivos meses de abril e maio, com o último lançado poucos dias antes do lançamento do álbum em si.

### Promo singles
Singles promocionais também são comuns, os chamados promo singles. Estes são geralmente lançados no intervalo de um lead single e o outro, apenas para motivos de promoção e aquecimento para a agenda de lançamento real do álbum de estúdio. Comumente, tais promo singles não possuem videoclipe e nem muito apoio no rádio. Um single promocional, a exemplo, seria "Hair", do álbum Born This Way, de 2011, da artista norte-americana Lady Gaga.
Contudo, ainda há casos de promo singles que, por crescimento nas rádios e popularização no geral, eventualmente se tornam singles oficiais. Um exemplo disto seria o promo single "I Rise", da artista estadunidense Madonna, que se tornou o terceiro single de seu álbum Madame X, de 2019.

## Lead singles de álbuns no século XXI

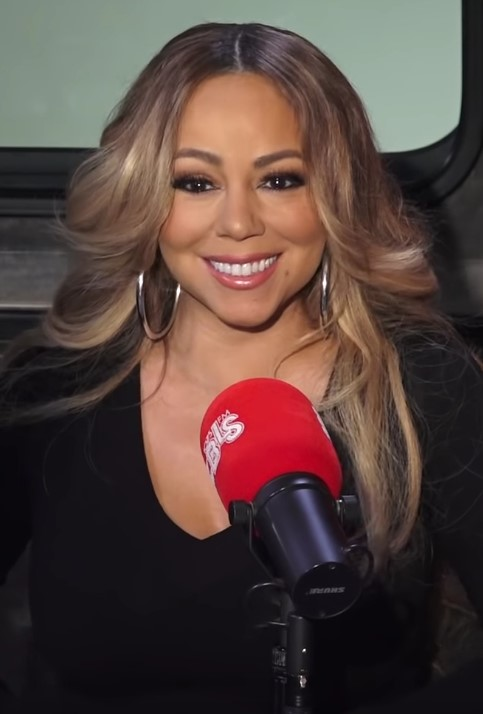
Cantora e compositora norte-americana Mariah Carey, que comumente lança a dualidade up-tempo/balada nos seus dois primeiros singles de álbum.

Artistas frequentemente escolhem músicas que são up-tempo como lead-singles. Algumas faixas são frequentemente mais chicletes e prendem a atenção dos ouvintes. No entanto, a faixa de trabalho seguinte pode ser mais lenta em tempo com o objetivo de demonstrar a versatilidade do álbum. Vocalistas femininas como Mariah Carey e Christina Aguilera frequentemente mantém a fórmula de um primeiro lead-single up-tempo e uma balada como segunda faixa de trabalho. 
A exemplo, dois singles foram lançados por Miley Cyrus antes do lançamento de seu álbum Bangerz: a up-tempo "We Can't Stop", como o primeiro single, e a lenta balada "Wrecking Ball", como segunda. Essa foi uma prática famosa e bem-sucedida para bandas de heavy metal nos anos 80. Contudo, nem todos os artistas decidem seguir a mesma lógica. Alguns artistas lançam o lead single de seus trabalhos com uma mensagem que desejam passar para os ouvintes, ao invés de apenas uma música com maior sucesso comercial. Tem-se como exemplo a banda Fall Out Boy, que escolheu lançar "This Ain't a Scene, It's an Arms Race" ao invés da radio-friendly "Thnks fr th Mmrs".

Álbum Lemonade da artista norte-americana Beyoncé, a maior responsável pela popularização da fórmula de lançamento surpresa no mercado fonográfico.

Artistas japoneses como Ayumi Hamasaki, Namie Amuro e B'z podem lançar de quatro até oito singles antes do lançamento de seus álbuns, com o objetivo de atingir recordes de vendas na semana de lançamento do trabalho. Os lead singles no Japão são bastante promovidos, em alguns casos mais ainda do que o próprio álbum. Com a venda dos álbuns continuamente decaindo nos Estados Unidos, as gravadoras de música frequentemente lançam singles antes da data de lançamento do álbum em plataformas musicais como iTunes, variando de preço: desde $0,99 a $1,29. Essa moda tem se tornado cada vez mais popular em vários mercados.
No final dos anos 2010, iniciou-se a moda entre artistas do lançamento de múltiplos singles antes do eventual lançamento de um álbum de estúdio. Um representante anônimo da A&R confirmou a Rolling Stone em 2018 que "[...] um artista tem que construir uma fundação para se sustentar [...]" e adicionou que "Quando artistas tem apenas um grande trabalho para seguir adiante, nunca funciona, pois eles não tem uma fundação para começar com." O mesmo artigo citou exemplos como Cardi B, Camila Cabello e Jason Derulo lançando quatro ou mais singles antes do lançamento de seus álbuns.

## Single não-anunciado
Na era da música digital, muitos artistas deixaram de lado o lançamento tradicional de singles, começando a lançar lead singles sem promoção ou aviso prévio. Beyoncé popularizou essa fórmula com o lançamento de "Formation" em 2016, que serviu como o lead single de seu sexto álbum de estúdio. A música, acompanhada de seu clipe, foi upada no Tidal sem anúncio prévio pela mesma.
Outro momento de pioneirismo da cantora foi o lançamento surpresa do álbum homônimo Beyoncé, em 2013, que levou a grandes mudanças nas datas de lançamento e o modo com isso é visto e utilizado no mercado.